# Nouelia
Nouelia, monotipski rod glavočika, dio tribusa Hyalideae. Jedina vrsta je N. insignis, kinski endem iz Yunnana i Sichuana.